# Алимов, Ариф Алимович
Ариф Алимович Алимов (узб. Orif Alimovich Alimov; 26 апреля (8 мая) 1912, Ташкент, Ташкентский уезд, Сырдарьинская область, Туркестанский край, Российская империя — 2 октября 2005, Ташкент, Узбекистан) — советский и узбекский государственный, партийный, хозяйственный и общественный деятель. Председатель Совета министров Узбекской ССР (1959—1961).

## Биография
Член ВКП(б) с апреля 1941 г. В 1933 г. окончил Среднеазиатский плановый институт.
- 1933—1934 гг. — экономист совхоза «Савот» Андижанской области,
- 1934—1935 гг. — экономист Управления народнохозяйственного учёта Узбекской ССР,
- 1935—1935 гг. — экономист государственной комиссии урожайности Узбекской ССР,
- 1936—1938 гг. — экономист Управления народнохозяйственного учёта Узбекской ССР,
- 1938—1939 гг. — заведующий учебной частью Ташкентского техникума народнохозяйственного учёта,
- январь-февраль 1939 г. — заведующий отделом пропаганды Сталинского райкома комсомола г. Ташкента,
- февраль-август 1939 г. — заведующий отделом пропаганды Ташкентского горкома комсомола,
- 1939—1940 гг. — заведующий учебной частью Ташкентского техникума народнохозяйственного учёта,
- 1940—1941 гг. — начальник Ташкентского областного управления народнохозяйственного учёта,
- июнь-октябрь 1941 г. — заместитель начальника управления народнохозяйственного учёта Узбекской ССР,
- 1941—1942 гг. — заведующий отделом пищевой промышленности ЦК КП(б) Узбекистана,
- 1942—1943 гг. — первый секретарь Кокандского горкома КП(б) Узбекистана,
- 1943—1945 гг. — народный комиссар государственной безопасности Каракалпакской АССР,
- 1945—1946 гг. — второй секретарь Андижанского обкома КП(б) Узбекистана,
- 1946—1948 гг. — первый секретарь Наманганского обкома КП(б) Узбекистана,
- 1948—1950 гг. — первый секретарь Самаркандского обкома КП(б) Узбекистана,
- 1950—1951 гг. — министр хлопководства Узбекской ССР,
- 1951—1952 гг. — первый секретарь Бухарского обкома КП(б) Узбекистана,
- 1952—1956 гг. — первый секретарь Ташкентского обкома КП (б)-КП Узбекистана,
- 1956—1957 гг. — секретарь ЦК Компартии Узбекистана,
- 1957—1959 гг. — первый секретарь Самаркандского обкома КП Узбекистана,
- 1959—1961 гг. — председатель Совета Министров Узбекской ССР,
- 1961—1969 гг. — начальник отдела статистики финансов Центрального статистического управления СССР,
- 1969—1973 гг. — начальник отдела кадров ЦСУ СССР,
- 1973—1975 гг. — начальник Управления кадров ЦСУ СССР,
- 1975—1981 гг. — председатель объединения «Узплодовощвинпром»,
- 1981—1984 гг. — министр плодоовощного хозяйства Узбекской ССР.

С марта 1984 г. персональный пенсионер союзного значения. Одновременно с 1989 г. председатель Республиканского Совета общества охраны природы Узбекистана.
Депутат Верховного Совета СССР 3-5 созывов.

## Награды
Награды: 2 ордена Ленина (16.01.50, 11.01.57); орден Октябрьской революции (04.03.80); два ордена Трудового Красного Знамени (25.12.1944, 03.09.71); орден Красной Звезды (06.02.47); орден «Знак Почёта» (23.01.46); медали, Почётная грамота Республики Узбекистан (21.04.92).